# Cissus flexuosa
Cissus flexuosa là một loài thực vật hai lá mầm trong họ Nho. Loài này được Turcz. miêu tả khoa học đầu tiên năm 1858.